# Tao Bang
Tāo Bāng est une série de bande dessinée d'heroic fantasy écrite par Olivier Vatine et Daniel Pecqueur et dessinée par Didier Cassegrain et Fred Blanchard. Ses deux volumes ont été publiés en 1999 et 2005 par Delcourt.

## Albums
- Delcourt (Collection Terres de Légendes)

1. Le Septième Cercle, 1999  (ISBN 2-84055-265-5)[1].
2. L'Île aux sirènes, 2005  (ISBN 2-84055-457-7).

## Synopsis
Marée Galante, illustre bordel a perdu de son aura. Un autre lieu, le Septième Cercle leur fait beaucoup concurrence. Pour sauver le business, une expédition est lancée à la recherche des femmes de l'île des Sirènes. Mais avant d'y arriver ils devront vaincre de nombreux ennemis comme Tao Bang et Ad Arphax. 